# Gillian Alexy
Gillian Alexy (* 13. März 1986 in Perth, Western Australia) ist eine australische Schauspielerin.

## Leben und Karriere
Gillian Alexy besuchte bis zu ihrem Abschluss 2000 das John Curtin College of the Arts, wo sie Tanz und Theater studierte. Anschließend besuchte sie unter anderem das Actors Centre in London das Le Centre de les Arts Vivants und das Peter Goss Tanz Studio in Paris und verbrachte sechs Monate an einem Theaterstudium an der University of Colorado at Boulder in den USA. Alexy trat das erste Mal im Fernsehen im Alter von zehn Jahren in Barron Entertainment’s Ship to Shore auf.
Seitdem war sie in All Saints, Bed, Parallax, Fast Tracks und The Gift zu sehen. Gillian spielte die Hauptrolle im 2005 veröffentlichten Film West und spielte im selben Jahr im Film Highly Toxic mit. Alexy trat daneben in vielen Theaterproduktionen auf, wie in Popcorn (1999), Return to the Forbidden Planet (2000), Mice (2001), Resident Alien (2002), Six Characters Looking for an Author (2003), The Chatroom (2004), Ghost Train (2004) und Codes of Practice (2005). Nach ihrer Rolle als Tayler Geddes in der Dramaserie McLeods Töchter begann sie, in US-amerikanischen Fernsehserien aufzutreten. So hatte sie Gastauftritte in Law & Order: Special Victims Unit, Unforgettable und Blue Bloods – Crime Scene New York. 2012 war sie in allen zehn Episoden der fünften und letzten Staffel von Damages – Im Netz der Macht als Gitta Novak zu sehen. 2016 spielte sie in der Serie Aquarius die Rolle der Schwester Martha Kendall.

## Filmografie (Auswahl)
- 1994: Ship to Shore (Fernsehserie, Episode 2x13)
- 1997: The Gift (Fernsehserie, 27 Episoden)
- 1998: Fast Tracks (Fernsehserie, unbekannte Anzahl)
- 2004: Parallax (Fernsehserie, 26 Episoden)
- 2005: The Umbrella Condition
- 2005–2006: All Saints (Fernsehserie, 2 Episoden)
- 2006–2009: McLeods Töchter (McLeod’s Daughters, Fernsehserie, 55 Episoden)
- 2007: West
- 2008: The Strip (Fernsehserie, Episode 1x06)
- 2008: Die Chaosfamilie (Packed to the Rafters, Fernsehserie, Episode 1x08)
- 2011: Law & Order: Special Victims Unit (Fernsehserie, Episode 13x04)
- 2011: Unforgettable (Fernsehserie, Episode 1x08)
- 2011: Blue Bloods – Crime Scene New York (Blue Bloods, Fernsehserie, Episode 2x04)
- 2012: Damages – Im Netz der Macht (Damages, Fernsehserie, 10 Episoden)
- 2013: Navy CIS: L.A. (NCIS: Los Angeles, Fernsehserie, 2 Episoden)
- 2013: Castle (Fernsehserie, Episode 5x12)
- 2013–2015: The Americans (Fernsehserie, 4 Episoden)
- 2014–2015: Royal Pains (Fernsehserie, 5 Episoden)
- 2015: Aquarius (Fernsehserie, Episode 1x08)
- 2015: Navy CIS: New Orleans (NCIS: New Orleans, Fernsehserie,3 Folgen)
- 2016–2017: Outsiders (Fernsehserie, 26 Episoden)
- 2017: People You May Know
- 2018: Dirty John (Fernsehserie, Episode 1x03)
- 2019: Big Smoke (Fernsehserie, Episode 1x05)
- 2020: The Blacklist (Fernsehserie, Episode 7x11)
- 2022: Take Down – Ihre Familie war das falsche Ziel (Avarice)